# Thalassenchelys coheni
Thalassenchelys coheni är en fiskart som beskrevs av Castle och Raju, 1975. Thalassenchelys coheni ingår i släktet Thalassenchelys och familjen Chlopsidae. Inga underarter finns listade i Catalogue of Life.